# Cantone di Saint-Pé-de-Bigorre
Il Cantone di Saint-Pé-de-Bigorre era una divisione amministrativa dell'arrondissement di Argelès-Gazost.
A seguito della riforma approvata con decreto del 25 febbraio 2014, che ha avuto attuazione dopo le elezioni dipartimentali del 2015, è stato soppresso.

## Composizione
Comprendeva i comuni di:
- Barlest
- Loubajac
- Peyrouse
- Saint-Pé-de-Bigorre